# シーバード
シーバード (Sea-Bird) は、フランスの競走馬、種牡馬である。おもな勝ち鞍は凱旋門賞とエプソムダービー。イギリスのタイムフォーム誌によるレイティングでは史上1位（当時）の145ポンドが与えられた。

## 生涯

### 誕生
シーバードは1962年3月8日に、フランスの実業家ジャン・テルニンクが経営するノートルダム・ド・リスル牧場で生まれた。父のダンキューピッドは競走馬時代に5勝を挙げたが大レースでの勝利はなかった。母のシカラードは未勝利馬で、シーバードを含め3頭の産駒を産んだあと、シーバードの活躍を待たずして1400ポンドで食用肉にされた。

### 競走馬時代
シーバードはテルニンクの従兄弟にあたる調教師エティエンヌ・ポレの厩舎に預託され、1964年9月2日にフランスのシャンティイ競馬場でデビューした。このレースを僅差で勝利すると、同月18日にはクリテリウムドメゾンラフットも接戦の末ブラブラ（翌年のディアヌ賞優勝馬）を下し優勝した。続いてポレはシーバードを10月のグラン・クリテリウムに出走させ、厩舎の期待馬グレイドーンと対戦させることにした。このレースでシーバードはスタートで後手を踏み、逃げたグレイドーンを捉えることができず2着に敗れた。シーバードは3戦2勝でこの年のシーズンを終え、フランスの2歳フリーハンデでグレイドーン（60キロ）に次ぐ第2位（58.5キロ）という評価を得た。
陣営はシーバードの能力を高く評価し、イギリスに遠征させてダービーステークスに出走させるプランを立てた。翌1965年、4月のグレフュール賞に出走したシーバードはこのレースを勝利で飾り、翌5月にフランスにおける春の3歳戦線の主要レースのひとつであるリュパン賞に出走した。このレースでシーバードはプール・デッセ・デ・プーリッシュ優勝馬のカンブルモンやのちにアメリカへ遠征しワシントンDCインターナショナルを優勝するダイアトムらと対戦し、2着のダイアトムに6馬身の着差をつけて優勝した。この結果を受けて陣営はシーバードをダービーステークスに出走させると発表した。
ダービーステークスではシーバードに人気が集中した。レースが速いペースで推移するなか6番手でタッテナムコーナーを回ったシーバードはゴールまで残り400メートルの地点で先頭に立ち、そのまま2着のメドウコートに2馬身半の着差をつけて優勝した。このときのレース振りをイギリスのある新聞は「ダービーを出走するような一流馬を、まるで乗馬クラブの去勢馬のようにあしらった」と表現した。
その後シーバードはフランスへ帰国し、7月に古馬との初対決となるサンクルー大賞に優勝。避暑を行わずそのままシャンティイに滞在して凱旋門賞に備えた。この年の凱旋門賞の出走馬はシーバードを含め各国のダービー優勝馬4頭、アメリカから遠征したトムロルフなど高いレベルにあったといわれている。レースは残り400メートルの地点でシーバードとジョッケクルブ賞優勝馬のルリアンスが競り合う形となったが、そこからシーバードがルリアンスを外にヨレながら引き離し、6馬身の着差をつけて優勝した。シーバードはこの年のフランスの3歳フリーハンデでもっとも高い評価を獲得（71キロ）し、ヨーロッパ年度代表馬に選ばれた。

### 種牡馬時代
シーバードは凱旋門賞を最後に競走馬を引退し、種牡馬となった。はじめの7年間はアメリカ合衆国ケンタッキー州の牧場（ダービーダンファーム）へ150万ドルでレンタルされ、1972年末にフランスへ帰国。ノルマンディー近郊のプチ・テリエ牧場で繋養された。しかし翌1973年3月1日、シーバードはこの年の種付けシーズン開始直後に腸閉塞を起こし急死した。
シーバードがアメリカで輩出した産駒は136頭で、そのうち33頭（24.3パーセント）がステークスウィナーとなった。代表産駒にはフランス牝馬三冠や凱旋門賞を制したアレフランス、アメリカ二冠馬リトルカレントなどがいる。シーバードのサイアーラインは現在も継承されており、アークティックターンの産駒ベーリング（ジョッケクルブ賞、凱旋門賞ではダンシングブレーヴの2着）とその直仔であるペニカンプ（2000ギニー）、アメリカンポスト（プール・デッセ・デ・プーラン）らによって継承されている。
フランス人騎手オリビエ・ペリエは「乗ってみたかった馬」にシーバードの名前を挙げている。

## 血統表
| シーバード（Sea-Bird II）の血統（ネイティヴダンサー系 / Sickle5×3=15.63%（父内）） | シーバード（Sea-Bird II）の血統（ネイティヴダンサー系 / Sickle5×3=15.63%（父内）） | シーバード（Sea-Bird II）の血統（ネイティヴダンサー系 / Sickle5×3=15.63%（父内）） | （血統表の出典）    | （血統表の出典） |
| 父 Dan Cupid 1956 栗毛                                                             | 父の父Native Dancer 1950 芦毛                                                      | Polynesian                                                                         | Unbreakable         | Unbreakable      |
| 父 Dan Cupid 1956 栗毛                                                             | 父の父Native Dancer 1950 芦毛                                                      | Polynesian                                                                         | Black Polly         |                  |
| 父 Dan Cupid 1956 栗毛                                                             | 父の父Native Dancer 1950 芦毛                                                      | Geisha                                                                             | Discovery           | Discovery        |
| 父 Dan Cupid 1956 栗毛                                                             | 父の父Native Dancer 1950 芦毛                                                      | Geisha                                                                             | Miyako              |                  |
| 父 Dan Cupid 1956 栗毛                                                             | 父の母Vixenette 1944 栗毛                                                          | Sickle                                                                             | Phalaris            | Phalaris         |
| 父 Dan Cupid 1956 栗毛                                                             | 父の母Vixenette 1944 栗毛                                                          | Sickle                                                                             | Selene              |                  |
| 父 Dan Cupid 1956 栗毛                                                             | 父の母Vixenette 1944 栗毛                                                          | Lady Reynard                                                                       | Gallant Fox         | Gallant Fox      |
| 父 Dan Cupid 1956 栗毛                                                             | 父の母Vixenette 1944 栗毛                                                          | Lady Reynard                                                                       | Nerva               |                  |
| 母 Sicalade 1956 鹿毛                                                              | 母の父Sicambre 1948 黒鹿毛                                                         | Prince Bio                                                                         | Prince Rose         | Prince Rose      |
| 母 Sicalade 1956 鹿毛                                                              | 母の父Sicambre 1948 黒鹿毛                                                         | Prince Bio                                                                         | Biologie            |                  |
| 母 Sicalade 1956 鹿毛                                                              | 母の父Sicambre 1948 黒鹿毛                                                         | Sif                                                                                | Rialto              | Rialto           |
| 母 Sicalade 1956 鹿毛                                                              | 母の父Sicambre 1948 黒鹿毛                                                         | Sif                                                                                | Suavita             |                  |
| 母 Sicalade 1956 鹿毛                                                              | 母の母Marmelade 1949 鹿毛                                                          | Maurepas                                                                           | Aethelstan          | Aethelstan       |
| 母 Sicalade 1956 鹿毛                                                              | 母の母Marmelade 1949 鹿毛                                                          | Maurepas                                                                           | Broceliande         |                  |
| 母 Sicalade 1956 鹿毛                                                              | 母の母Marmelade 1949 鹿毛                                                          | Couleur                                                                            | Biribi              | Biribi           |
| 母 Sicalade 1956 鹿毛                                                              | 母の母Marmelade 1949 鹿毛                                                          | Couleur                                                                            | Colour Bar F-No.2-n |                  |